# BJ單身日記：男人禍水 (電影)
《BJ單身日記：男人禍水》（英語：Bridget Jones: The Edge of Reason）是一部2004年的浪漫喜剧电影，导演是碧芭·潔倫，根据海伦·菲尔丁的同名小说改编。由蕾妮·齐薇格，休·格兰特和哥連·費夫主演。这部电影是《BJ单身日记》（2001）的续集。电影和原著小说的故事情节间有很大差异。电影由英国与法国，德国和爱尔兰合作制作。
这部电影获得的评论大多數是负面的，儘管如此，這部電影票房還是成功，全球票房收入超過2.6億美元。 2011年8月11日正式宣布，电影的第三部確定开拍。續集《BJ有喜》於2016年上映。
儘管這部影片得到大多數評論家的負面評論，但它被評為2004年的“倫敦標準晚報讀者電影”，2005年BAFTA評選的年度最佳橙色電影入圍名單，芮妮·齊薇格第二次演繹布莉琪·瓊斯獲得的另一個金球獎提名，也是2005年全美民選獎最受歡迎的女主角。
這部影片在爛番茄上獲得27％的評價，其共識指出：“《BJ單身日記：男人禍水》故事是一個可預期的延續，有太多的鬧劇和愚蠢”。

## 演员
- 蕾妮·齐薇格 饰演 Bridget Jones
- 休·格兰特 饰演 Daniel Cleaver
- 哥連·費夫 饰演 Mark Darcy
- 姬瑪·鍾斯 饰演 Mrs. Jones
- 吉姆·布洛班特 饰演 Mr. Jones
- Celia Imrie 饰演 Una Alconbury
- 詹姆斯·福克纳 饰演 Uncle Geoffrey
- 杰茜达·芭瑞特 饰演 Rebecca Gillies
- Sally Phillips 饰演 Shazzer
- Shirley Henderson 饰演 Jude
- James Callis 饰演 Tom
- Jeremy Paxman 饰演 Himself
- Ian McNeice 饰演 Quizmaster
- Jessica Stevenson 饰演 Magda
- Paul Nicholls (special participation) 饰演 Jed
- Wolf Kahler 饰演 Commentator
- Catherine Russell 饰演 Camilla
- 胡婷婷 飾演 Thai Prostitute（泰國人妖妓女）